# The Adventures of Augie March

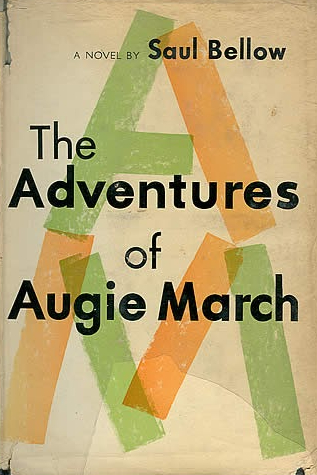
The Adventures of Augie March, cover eerste editie

The Adventures of Augie March is een schelmenroman van Saul Bellow, in 1953 gepubliceerd  door Viking Press. Het is een van de boeken die in aanmerking komt voor de titel "Great American Novel".
Het verhaal speelt zich af in de jaren dertig van de 20e eeuw tijdens de Grote Depressie en volgt Augie March van jeugd naar volwassenheid. Het is een voorbeeld van een bildungsroman, waarbij duidelijk wordt hoe het individu zich ontwikkelt via een reeks ontmoetingen, beroepen en relaties.
De roman won in 1954 de US National Book Award voor Fictie. Zowel TIME magazine als de Modern Library Board noemden het een van de honderd beste romans. 